# 처녀들, 자살하다
《처녀들, 자살하다》(영어: The Virgin Suicides)은 제프리 유제니디스의 1993년 장편 소설로, 그의 데뷔작이다. 1970년대 미시간 주의 한 마을에서 벌어진 다섯 소녀의 자살 사건과 그를 추적하는 남자들의 이야기를 다룬 소설이다. 대한민국에는 민음사에서 이화연 번역으로 출간되었다. 1999년 '처녀 자살 소동'이란 제목으로 영화화되었으며 소피아 코폴라 감독이 연출하였다.